# パーミット級原子力潜水艦
パーミット級原子力潜水艦（パーミットきゅうげんしりょくせんすいかん、Permit class submarine）はアメリカ海軍の攻撃型原子力潜水艦。
本来の1番艦にあたるスレッシャー（USS Thresher, SSN-593）を1963年の沈没事故で喪失したために、2番艦パーミット（USS Permit, SSN-594）の名からパーミット級と呼ばれる。

## 概要
試験艦「ノーチラス」の成功を踏まえて、原子力による無制限の動力と水中性能に優れた涙滴型船殻の技術的統合であるスキップジャック級が建造されたが、高い速力を発揮しうる潜水艦がもつ水中雑音という問題点も判明した（旧ソ連のノヴェンバー級の情報分析もこの点に対する意識を強めた）。こうした問題点に対する対策としてノブスカ計画（Project Nobska）と呼ばれる一連の研究が行われ（1956年）、その研究成果を適用した潜水艦の建造が企図された。その試行であった「タリビー」（USS Tullibee, SSN-597）は、しかしながら、高度の静粛性や大深度への潜航能力、大きな探知距離を備えたソナーといった提案を実現したものの、引き換えに兵装搭載容量や速力性能において著しく劣るものとなり、この艦それ自体は成功とはみなされなかった。タリビーにより実証されたコンセプトとスキップジャック級の高速性能を兼備した、より実用的な艦級として設計されたのがこのパーミット級である。
ノブスカ計画では「静粛化」・「運用深度増大」・「ソナー性能の向上」の3点が提案された。これらの実現、すなわち、
- タービン、モーターなど騒音源となる船内の機器類をラフトに載せて船体外に雑音を放出するのを防止する。また、原子力潜水艦として初の7翼ハイスキュード・プロペラを採用することにより、より低速で静粛な回転で推進力を得られるようにする[1]。
- HY-80高張力鋼により船体を構築し、運用深度を増大させる
- 長距離探知・捜索の可能な大型の球形ソナー・アレイを搭載する。これによって艦首部分が占有されたため、魚雷発射管は船体中央部に外反角を付けて設置する[2]（この、艦首に巨大な球形ソナーを配置し、船体中央部に魚雷発射管を設置する魚雷型船型の設計は、本級以後に建造された全てのアメリカ海軍の戦闘用潜水艦に踏襲されている[1]）。

といった設計によって、潜航深度増大（+180m）と静粛化（-約10dB）を実現したものの、容積が増大した機関部を収容するために、船形はスキップジャック級の涙滴型からより並行部分の多い魚雷型になり水中排水量の増加（+800t）につながった。こうした船体の大型化による水中抵抗の増大を相殺するためにセイルが50%縮小された結果、通例2本搭載されるはずの潜望鏡は1本に減らされたほか、通信・ESMなどの電子マストも減らされた。
原子炉はスキップジャック級に引き続いてS5W原子炉が採用され、出力にも変更はなかったが、上述のごとく設計に「配慮」がなされたため、排水量増による水中抵抗の増大もかかわらず速力の低下は1ktに抑えられた。また、同型原子炉の信頼性向上が図られたことにより、スキップジャック級に搭載された原子炉では炉心命数が連続最高出力発揮時間換算で5,000時間に過ぎなかったものが、2倍の1万時間に延長された。
スレッシャー喪失の教訓とSUBSAFE（後述）を踏まえて、本級後期の3隻（SSN-613～615）は建造中に設計が修正され、その結果、他の同級艦より大型のセイルと10フィート長い船体を持つようになった。
その他、「ジャック（USS Jack,SSN-605）」は実験的に、減速ギアを介さずにタービンと推進シャフトを直結した直接駆動推進システムと2重反転プロペラを搭載したことにより姉妹艦より20フィート長い船体となったものの、かつての実験潜水艦「アルバコア」において同様の実装がなされた際に顕著な速度向上の効果が見られたのとは異なり、期待されたほどの成果は上がらなかった。

## スレッシャー沈没事件
1963年4月10日、1番艦スレッシャー（USS Thresher, SSN-593）がコッド岬東方でオーバーホール後の公試中に沈没（乗員108名、その他士官4名、文官17名、総員死亡）した。
この事故後、就役中の全艦にSUBSAFE改装（海水管装置と原子炉管制系の改善、非常ブロー・システムの増設、気蓄器の耐圧を従来の3,000psiから4,500psiに引き上げる）が実施されたほか、DSRV（深海救難潜水艇）を開発するきっかけとなった。

## 比較表
|           |              | バージニア級        | バージニア級        | シーウルフ級        | シーウルフ級        | ロサンゼルス級      | ロサンゼルス級      | リプスコム          | ナーワル            |
| Block V - | Block I - IV | 準同型              | 1,2番艦             | フライトII/III      | フライトI           |                     |                     | リプスコム          | ナーワル            |
| --------- | ------------ | ------------------- | ------------------- | ------------------- | ------------------- | ------------------- | ------------------- | ------------------- | ------------------- |
| 船体      | 水上排水量   | 不明                | 不明                | 7,568 t             | 7,460 t             | 6,255 t - 6,330 t   | 6,080 t - 6,165 t   | 5,813 t             | 4,450 t             |
| 船体      | 水中排水量   | 10,400 t            | 7,800 t             | 12,139 t            | 9,150 t             | 7,102 t - 7,177 t   | 6,927 t - 7,012 t   | 6,480 t             | 5,350 t             |
| 船体      | 全長         | 140,4 m             | 114.8 m             | 138 m               | 107.6 m             | 109.73 m            | 109.73 m            | 111 m               | 95.91 m             |
| 船体      | 全幅         | 不明                | 10.4 m              | 12.2 m              | 12.2 m              | 10.1 m              | 10.1 m              | 9.8 m               | 11.46 m             |
| 船体      | 吃水         | 不明                | 9.3 m               | 10.9 m              | 10.67 m             | 9.75 m              | 9.8m                | 不明                | 8.8 m               |
| 主機      | 機関         | 原子炉+蒸気タービン | 原子炉+蒸気タービン | 原子炉+蒸気タービン | 原子炉+蒸気タービン | 原子炉+蒸気タービン | 原子炉+蒸気タービン | 原子炉+蒸気タービン | 原子炉+蒸気タービン |
| 主機      | 方式         | GT                  | GT                  | GT                  | GT                  | GT                  | GT                  | TE                  | GT                  |
| 主機      | 原子炉       | GE S9G              | GE S9G              | WEC S6W             | WEC S6W             | GE S6G              | GE S6G              | WEC S5W             | GE S5G              |
| 主機      | 出力         | 40,000 shp          | 40,000 shp          | 45,000 shp          | 45,000 shp          | 30,000 shp          | 30,000 shp          | 12,500 shp          | 17,000 shp          |
| 主機      | 水中速力     | 不明                | 推定34 kt           | 25 kt               | 35 kt               | 31 kt               | 31 kt               | 23 kt               | 25 kt               |
| 兵装      | 水雷         | 533mm魚雷発射管×4門 | 533mm魚雷発射管×4門 | 660mm魚雷発射管×8門 | 660mm魚雷発射管×8門 | 533mm魚雷発射管×4門 | 533mm魚雷発射管×4門 | 533mm魚雷発射管×4門 | 533mm魚雷発射管×4門 |
| 兵装      | ミサイル     | VLS×40セル          | VLS×12セル          | ―                   | ―                   | VLS×12セル          | ―                   | ―                   | ―                   |
| 同型艦数  | 同型艦数     | 推定38隻            | 28隻予定            | 1隻                 | 2隻                 | 31隻                | 31隻 （退役）       | 1隻 （退役）        | 1隻 （退役）        |

|          |            | スタージョン級      | スタージョン級      | タリビー             | スレッシャー級/ パーミット級 | ハリバット          | トライトン          | スキップジャック級  | スケート級          | シーウルフ          | ノーチラス          |
| 長船体型 | 短船体型   |                     |                     | タリビー             | スレッシャー級/ パーミット級 | ハリバット          | トライトン          | スキップジャック級  | スケート級          | シーウルフ          | ノーチラス          |
| -------- | ---------- | ------------------- | ------------------- | -------------------- | ---------------------------- | ------------------- | ------------------- | ------------------- | ------------------- | ------------------- | ------------------- |
| 船体     | 水上排水量 | 4,460 t             | 4,250 t             | 2,316 t              | 3,705 t                      | 3,655 t             | 5,800 t             | 3,070 t             | 2,550 t             | 3,260 t             | 2,980 t             |
| 船体     | 水中排水量 | 4,960 t             | 4,780 t             | 2,607 t              | 4,311 t                      | 5,000 t             | 7,900 t             | 3,500 t             | 2,848 t             | 4,110 t             | 3,520 t             |
| 船体     | 全長       | 92.1 m              | 89.1 m              | 83.2 m               | 84.9 m                       | 106.7 m             | 136.5 m             | 76.7 m              | 81.6 m              | 102.9 m             | 97.5 m              |
| 船体     | 全幅       | 9.7 m               | 9.7 m               | 7.2 m                | 9.7 m                        | 8.8 m               | 11.3 m              | 9.6 m               | 7.6 m               | 8.4 m               | 8.5 m               |
| 船体     | 吃水       | 9.1 m               | 7.4 m               | 6.4m                 | 7.7 m                        | 8.5 m               | 7.2 m               | 7.7 m               | 6.3 m               | 6.7 m               | 7.9 m               |
| 主機     | 機関       | 原子炉+蒸気タービン | 原子炉+蒸気タービン | 原子炉+蒸気タービン  | 原子炉+蒸気タービン          | 原子炉+蒸気タービン | 原子炉+蒸気タービン | 原子炉+蒸気タービン | 原子炉+蒸気タービン | 原子炉+蒸気タービン | 原子炉+蒸気タービン |
| 主機     | 方式       | GT                  | GT                  | TE                   | GT                           | GT                  | GT                  | GT                  | GT                  | GT                  | GT                  |
| 主機     | 原子炉     | WEC S5W             | WEC S5W             | CE S2C               | WEC S5W                      | WEC S3W             | GE S4G              | WEC S5W             | WEC S3W             | GE S2G              | WEC S2W             |
| 主機     | 出力       | 15,000 shp          | 15,000 shp          | 2,500shp             | 15,000 shp                   | 7,300 shp           | 45,000 shp          | 15,000 shp          | 6,600 shp           | 15,000 shp          | 15,000 shp          |
| 主機     | 水中速力   | 25 kt               | 25 kt               | 14.8 kt              | 28 kt                        | 20 kt以上           | 27 kt               | 29 kt               | 18 kt               | 19 kt               | 23.3 kt             |
| 兵装     | 水雷       | 533mm魚雷発射管×4門 | 533mm魚雷発射管×4門 | 533mm魚雷発射管×4門  | 533mm魚雷発射管×4門          | 533mm魚雷発射管×6門 | 533mm魚雷発射管×6門 | 533mm魚雷発射管×6門 | 533mm魚雷発射管×6門 | 533mm魚雷発射管×6門 | 533mm魚雷発射管×6門 |
| 兵装     | ミサイル   | ―                   | ―                   | レギュラス発射機×1基 | ―                            | ―                   | ―                   | ―                   | ―                   | ―                   | ―                   |
| 同型艦数 | 同型艦数   | 9隻 （退役）        | 28隻 （退役）       | 1隻 （退役）         | 14隻 （退役）                | 1隻 （退役）        | 1隻 （退役）        | 6隻 （退役）        | 4隻 （退役）        | 1隻 （退役）        | 1隻 （退役）        |

## 同型艦一覧
同型艦の一覧を示す。	本級は14隻が5つの異なる造船所によって建造された。	
| 計画番号 | 艦名                               | 船体番号 | 建造所                 | 母港           | 船体 | セイル | 発注            | 起工            | 進水           | 就役            | 退役                      | 備考                      |
| -------- | ---------------------------------- | -------- | ---------------------- | -------------- | ---- | ------ | --------------- | --------------- | -------------- | --------------- | ------------------------- | ------------------------- |
| SCB-188  | スレッシャー （USS Thresher）      | SSN-593  | ポーツマス             |                | 短   | 小     | 1958年 1月15日  | 1958年 5月28日  | 1960年 7月9日  | 1961年 8月3日   | 1963年4月、事故により喪失 | 1963年4月、事故により喪失 |
| SCB-188  | パーミット （USS Permit）          | SSN-594  | メア・アイランド       | サンディエゴ   | 短   | 小     | 1958年 1月27日  | 1959年 5月1日   | 1961年 7月1日  | 1962年 5月29日  | 1991年 7月23日            |                           |
| SCB-188  | プランジャー （USS Plunger）       | SSN-595  | メア・アイランド       |                | 短   | 小     | 1959年 3月23日  | 1960年 3月2日   | 1961年 12月9日 | 1962年 11月21日 | 1990年 2月2日             |                           |
| SCB-188  | バーブ （USS Barb）                | SSN-596  | インガルス             |                | 短   | 小     | 1959年 3月      | 1959年 11月9日  | 1962年 2月22日 | 1963年 8月24日  | 1989年 12月20日           |                           |
| SCB-188  | ポラック （USS Pollack）           | SSN-603  | ニューヨーク           |                | 短   | 小     | 1959年 3月3日   | 1960年 3月14日  | 1962年 3月17日 | 1964年 5月26日  | 1989年 3月1日             |                           |
| SCB-188  | ハッド （USS Haddo）               | SSN-604  | ニューヨーク           | サンディエゴ   | 短   | 小     | 1959年 3月3日   | 1960年 9月9日   | 1962年 8月18日 | 1964年 12月16日 | 1991年 6月12日            |                           |
| SCB-188  | ジャック （USS Jack）              | SSN-605  | ポーツマス             | ニューロンドン | 長   | 小     | 1959年 3月13日  | 1960年 9月16日  | 1963年 4月24日 | 1967年 3月31日  | 1990年 7月11日            | 二重反転スクリュー を実装 |
| SCB-188  | ティノサ （USS Tinosa）            | SSN-606  | ポーツマス             | ニューロンドン | 短   | 小     | 1958年 12月17日 | 1959年 11月24日 | 1961年 12月9日 | 1964年 11月17日 | 1992年 1月15日            |                           |
| SCB-188  | デイス （USS Dace）                | SSN-607  | インガルス             |                | 短   | 小     | 1959年 3月3日   | 1960年 6月6日   | 1962年 8月18日 | 1964年 4月4日   | 1988年 12月2日            |                           |
| SCB-188  | ガードフィッシュ （USS Guardfish） | SSN-612  | ニューヨーク           | サンディエゴ   | 短   | 小     | 1960年 6月9日   | 1961年 2月28日  | 1965年 5月15日 | 1966年 12月20日 | 1992年 2月4日             |                           |
| SCB-188M | フラッシャー （USS Flasher）       | SSN-613  | エレクトリック・ボート | サンディエゴ   | 長   | 大     | 1960年 6月9日   | 1961年 4月14日  | 1963年 6月22日 | 1966年 7月22日  | 1992年 9月14日            |                           |
| SCB-188M | グリーンリング （USS Greenling）   | SSN-614  | エレクトリック・ボート | ポーツマス     | 長   | 大     | 1960年 6月9日   | 1961年 8月15日  | 1964年 4月4日  | 1967年 11月3日  | 1994年 4月18日            |                           |
| SCB-188M | ガトー （USS Gato）                | SSN-615  | エレクトリック・ボート | ニューロンドン | 長   | 大     | 1960年 7月9日   | 1961年 12月15日 | 1964年 5月14日 | 1968年 1月25日  | 1996年 4月25日            |                           |
| SCB-188  | ハダック （USS Haddock）           | SSN-616  | インガルス             | ヴァレーホ     | 短   | 大     | 1960年 8月24日  | 1961年 4月24日  | 1966年 5月21日 | 1967年 12月22日 | 1993年 4月7日             |                           |

## 登場作品

### ゲーム
「メタルギア・ソリッド3」
バーチャスミッション時にザ・ボスが本級に搭乗し北極海から無線で参加している。